# Казанский телеграф (газета)
«Казанский Телеграф» («Казанскій Телеграфъ») — политическая, общественная, литературная и коммерческая газета, издававшаяся в Казани в 1893—1917 гг. на русском языке (возобновлена в 1990 г., с перерывами выходила до 1998 г., в 2002 и 2006 гг.).

## Основание, редакторы, издательница
Газета основана Н.А. и А. Г. Ильяшенко. Издательница — А. Г. Ильяшенко (жена Н. А. Ильяшенко). Постоянным редактором газеты являлся Н. А. Ильяшенко, временными — Г. И. Клепацкий (февраль — октябрь 1911 г.) и Н. А. Александров (октябрь 1911 г. — июнь 1915 г.). В разное время обязанности редактора в отсутствие Н. А. Ильяшенко исполняли также А. Г. Ильяшенко и П. Я. Полетика.

## Начало издания, периодичность
Первый номер «Казанского Телеграфа» увидел свет 11 (23) апреля 1893 г. в типографии "Товарищества «А. А. Печёнкина и Ко». Вначале газета выходила ежедневно, с 25 октября (6 ноября) 1894 г. (№ 513) — за исключением послепраздничных дней.
Всего было издано 7103 номера, в том числе: в 1893 г. — 247, в 1894 г. — 326, в 1895 г. — 324, в 1896 г. — 293, в 1897—1898 гг. — по 322, в 1899 г. — 321, в 1900 г. — 286, в 1901 г. — 282, в 1902 г. — 279, в 1903 г. — 282, в 1904 г. — 324, в 1905 г. — 269, в 1906—1907 гг. — по 287, в 1908 г. — 290, в 1909 г. — 287, в 1910 г. — 290, в 1911 г. — 288, в 1912 г. — 289, в 1913 г. — 286, в 1914 г. — 290, в 1915—1916 гг. — по 288, в 1917 г. — 56.

## Направленность издания, редакторская политика
В объявлении о подписке сообщалось, что основная задача газеты — «служить верным, беспристрастным отражением нужд и потребностей Волжско-Камского края и Казани».
Первоначально основным принципом редакционной политики была провозглашена полная аполитичность. В № 1 «Казанского Телеграфа» говорилось:
Мы желаем, чтобы «Казанский Телеграф» возможно беспристрастно, точно и своевременно отзывался на все запросы областной и местной общественной жизни; чтобы публика в нашей газете нашла орган, свободный от всякой партийности, служащий не лицам и кружкам, а обществу в его целом
В первое десятилетие существования газеты редакции удавалось в целом придерживаться данного принципа. Основное внимание уделялось публикации передовых статей, фельетонов, разделов казанской и биржевой хроники, областных известий, заметок «из мусульманского мира», литературной и театральной критике. Значительную часть издания занимали коммерческие и частные объявления и реклама.
«Казанский Телеграф» находился в центре всех основных городских, губернских и общероссийских событий, пользуясь большим спросом у местной публики.
В 1902 г. А. Г. Ильяшенко получила разрешение на расширение её программы за счёт открытия отдела «Волжское эхо» (где публиковались материалы о судоходстве в Волжском бассейне), а также — на помещение иллюстраций. В 1903 г. она возбудила ходатайство о разрешении издавать под редакторством Н. А. Ильяшенко газету «Телеграф для мусульман» на татарском языке, где планировалось публиковать сведения из «Казанского Телеграфа», но эта идея не нашла понимания у властей.
С началом революционных событий тон газеты заметно изменился, постепенно приобретя «охранительную» политическую окраску.

## Авторы и корреспонденты
Членами редколлегии в разное время являлись видные общественно-политические и религиозные деятели, известные учёные и педагоги: Н. Ф. Высоцкий, Н. П. Загоскин, А. С. Рождествин, И. Н. Смирнов, И. И. Степанов, П. П. Траубенберг и другие.
В 1893—1905 гг. газета публиковала одновременно статьи авторов с либеральными и консервативными взглядами.
С газетой сотрудничали: Н. Я. Агафонов (псевдоним: «Я. Посадский»), А. С. Архангельский, Н. И. Ашмарин, Е. Ю. Геркен (псевд.: «Е.», «Е.Г.», «-нъ»), профессор Н. Ф. Катанов, П. А. Пономарёв, Н. Н. Урванцов (псевдонимы: «Бертран», «Н.У.», «Нур», «Случайный репортёр», «Эдгар»), Н. А. Фирсов, Е. К. Щепетильникова, Н. Ф. Юшков, А. В. Ястребский и другие.
В качестве театрального критика непродолжительное время выступал известный либеральный деятель М. Л. Мандельштам (псевдонимы: «М-м», «М.М.»), из лекций которого впервые узнал о марксизме В. И. Ульянов-Ленин.

## Флагман казанской правой периодики
После революционных событий в Казани в октябре 1905 г., отмеченных кровавыми столкновениями, «Казанский Телеграф» выступило в поддержку действий и.д. Казанского губернатора А. А. Рейнбота, направленных на решительное подавление любых проявлений революционной активности.
24 февраля (9 марта) 1906 г. в газете, под псевдонимом «Русский», была помещена статья с призывом к организации при содействии и под наблюдением губернаторов вооружённых «царских дружин» для «защиты себя и всего общества от грабежа, смертоубийств и всяких насилий социал-бандитов явных и тайных, каковыми являются, несомненно, конституционалисты-демократы». По причине бездействия самих губернаторов предлагалось инициировать процесс создания дружин посредством отправки императору петиций от монархических организаций. В ответ на публикацию местными кадетами против Н. А. Ильяшенко было возбуждено уголовное дело по обвинению в призыве к возбуждению вражды одной части населения Казани против другой, расцененное журналистом А. С. Рождествиным, как «грубое, непристойное посягательство на свободу печатного слова, на ту свободу, которой наша печать так долго, с таким трудом добивалась» Н. А. Ильяшенко приговорили к денежному штрафу, но вскоре приговор был отменён, и он признан невиновным.
В январе 1906 г. газета в числе первых провинциальных повременных изданий в России опубликовала «Протоколы Сионских мудрецов» (под заголовком «Роль евреев и еврействующих в русской революции»), за что её редактор получил анонимное письмо с угрозами. Отвечая на критику политических оппонентов, Н. А. Ильяшенко, в частности, заметил: «По моему, у России в настоящий момент гораздо меньше друзей и защитников, чем у еврейства».
На протяжении всего своего последующего существования газета занимала по «еврейскому вопросу» обличительную, непримиримую позицию, удостоившись за это от противников слева ярлыков «антисемитская» и «погромная». Особенно широкое отражение еврейская тема получила в статьях Л. Ф. Воронина (псевдоним: «Гой»), являвшегося также сотрудником одной из австрийских газет.
Одновременно редактор «Казанского Телеграфа» предоставил возможность выступать со страниц издания членам местных черносотенных организаций. 20 января (2 февраля) 1906 г. секретарь «Казанского Царско-Народного Русского Общества» (КЦНРО) С. А. Соколовский писал председателю его Совета В. Ф. Залескому о солидарности Н. А. Ильяшенко с обществом, указав, что «страницы газеты нам открыты». А в сентябре 1907 г. газету, как «в известных пределах» симпатизирующую «идеям монархических организаций» и способствующую «осуществлению таковых чрез печать», рекомендовало (наравне с "Газетой «Правых») своим членам, всем местным «союзникам» и сочувствующим им лицам руководство "Объединённых монархических обществ и союзов при Казанском отделе «Русского Собрания».
В 1905—1917 гг. в «Казанском Телеграфе» регулярно помещались статьи, письма, интервью, полемические заметки и стихи авторов консервативного направления, представителей черносотенного лагеря, а также — правого крыла умеренно-монархического движения (правых октябристов и «националистов»), в том числе архимандрита Андрея (князя А. А. Ухтомского), профессора Н. Ф. Высоцкого, Ф. С. Гребеньщикова, профессора В. Ф. Залеского, Р. В. Ризположенского, С. А. Соколовского, А. Т. Соловьёва, князя П. Л. Ухтомского и других.
Однако, несмотря на то, что все эти годы газета придерживалась правой направленности, её симпатии в разное время колебались от умеренно-монархических до черносотенных. Согласно периодизации историка И. Е. Алексеева, приблизительно с конца 1905 по 1907 гг. приоритетной для издания являлась поддержка Казанского «Союза 17 Октября» (сначала его «центра», а потом — правого крыла) при одновременной демонстрации симпатий к правым монархистам. В отношении Казанского губернатора, направленном 13 (26) января 1907 г. попечителю Казанского учебного округа, сообщалось, что газета является «органом союза 17 Октября». Затем издание открыто симпатизировало черносотенцам, а с 1911—1912 гг. по начало 1917 г. — «националистам», отчасти правым октябристам и опять же черносотенцам.
В разное время авторами политических статей являлись журналисты консервативной и умеренно-монархической ориентации — постоянные сотрудники газеты: Н. А. Александров (псевдоним: «Волжин»), Б. П. Башинский (псевдонимы: «Алин», «Бэта»), И. А. Британ (псевдонимы: «Б-н», «И.Б.», «Илья Б-н»), Л. Ф. Воронин (псевдоним: «Гой»), Н. А. Ильяшенко (псевдонимы: «Дон Базилио», предположительно: «Сэр Джордж», «С.-Джордж»), Г. И. Клепацкий (псевдоним: «Друг-Анри»), А. С. Рождествин (псевдонимы: «Р.», «А.Р.»), П. Я. Полетика (предположительно, псевдоним: «П.П.»), авторы, выступавшие под псевдонимами «Б.Глебский», «Веди», «Русский», «Русский казанец», «Скиф», и другие.
Одновременно газета публиковала также статьи, речи, лекции и интервью представителей «центра» и левого крыла местного октябризма, в том числе депутатов Государственной Думы разных созывов И. В. Годнева, М. Я. Капустина, А. В. Смирнова, и других. Частая смена редакцией политических пристрастий являлась одним из поводов для критики газеты со стороны либеральных изданий, называвших её «флюгером».
Помимо регулярных сообщений о всероссийских и региональных съездах и конференциях правых монархистов, в газете публиковались отчёты о собраниях, заседаниях Советов, общественно-политических, благотворительно-просветительных, спортивных и иных мероприятиях организаций черносотенцев и «националистов» Казани и Казанской губернии (в том числе — о Первом Волжско-Камском Областном патриотическом съезде в Казани, 21-25 ноября (4-8 декабря) 1908 г., приёме П. А. Столыпиным в Казани депутации КЦНРО, 10 (23) сентября 1910 г., и других), помещались их заявления, обращения, телеграммы, избирательные платформы, списки выборщиков, сообщения об открытии организаций, их отделов и т. д. В газете печатались некрологи известных общественных, политических, церковных и научных деятелей, а также — руководителей и видных участников местного правомонархического движения (Н. А. Александрова, Ф. Н. Казина, А. И. Кукарникова, П. Ф. Мойкина, И. С. Перова, Н. А. Петрова и других).
С 1905 г. по март 1917 г. «Казанский Телеграф» вёл острую полемику с местной либеральной и революционной прессой, являясь единственным конкурентоспособным повременным изданием консервативного толка. По словам Л. Ф. Хайрутдиновой, «именно „Казанский телеграф“ долгие годы был флагманом правой казанской периодики».
После создания в январе 1910 г. «Всероссийского Национального Союза» издание взяло курс на объединение местных монархистов под знамёнами политического «национализма», утверждая, что:
Монархизм – родоначальник национализма! Мы скорбим, что эти два союза до сих пор не могут ещё слиться в единый монархический союз русских националистов, хотя вся их программа требует этого слияния…
14 (27) сентября 1911 г. в «Казанском Телеграфе» был помещён призыв профессора Н. Ф. Высоцкого ко всем местным монархистам «объединиться в общем деле борьбы с революционным насильем», толчком к которому послужило убийство П. А. Столыпина. В период подготовки к избирательной кампании в Государственную Думу четвёртого созыва и во время её проведения издание занималось информационным обеспечением деятельности «Казанского Русского Избирательного Комитета», активно критикуя оппонентов местных «националистов» как слева, так и справа. Однако после неудачи казанских «националистов» на выборах тон газеты в отношении «крайне правых» постепенно вновь выровнялся.

## В годы Первой мировой войны
Во время Первой мировой войны «Казанский Телеграф» занял радикально-патриотическую позицию, призывая самыми решительными мерами бороться с антивоенной пропагандой, ростом либеральных и революционных настроений, забастовками, спекуляцией, «немецким засильем» и еврейским вмешательством в экономическую и политическую жизнь страны.
В газете освещались события на фронтах, помещалась информация о деятельности Государственной Думы, органов местного самоуправления, чрезвычайных и благотворительных учреждений и организаций, отчёты о патриотических манифестациях и других массовых акциях монархического характера (в том числе — о закладке 14 (27) мая 1915 г. в Казани часовни над могилою митрополита Казанского и Свияжского Ефрема, помазавшего на царство Михаила Фёдоровича Романова), а также — разного рода обращения, заявления и открытые письма правомонархических организаций и их руководителей.
В сентябре 1915 г. в телеграмме за подписью Н. А. Ильяшенко редакция приветствовала назначение на пост министра внутренних дел А. Н. Хвостова, возлагая на него большие надежды на наведение порядка в государстве.
Издание выступало с резкой критикой «прогрессивного блока», одновременно помещая информацию о политических совещаниях представителей консервативных сил различной направленности, в том числе — о проходивших в ноябре 1915 г. Петроградском совещании монархистов и Нижегородском совещании уполномоченных монархических организаций и правых деятелей. При этом газета высказывалась за объединение всех правых монархистов перед лицом общей угрозы.
26 ноября (9 декабря) 1915 г. в «Казанском Телеграфе» было помещено письмо Н. Н. Тихановича-Савицкого, указывавшего на необходимость того, «чтобы оба совещания — петроградское 21 ноября и нижегородское — 29 ноября, как дополняющие одно другое, прошли бы гладко и дали не раздоры, а те благие результаты, для получения которых они и созываются одно после другого».
«Казанский Телеграф», в числе иных изданий, «отвечающих видам правительства», пользовался рядом преференций и субсидий. На протяжении всего времени издания газеты её тиражи, как правило, превосходили тиражи современных ей казанских повременных изданий: так, например, в 1898 г. ежедневно выходило 3,4 тысячи экземпляров, в 1900 г. — более 4,6 тысяч экземпляров, а к 1915 г. — более 7 тысяч экземпляров. Однако, начиная с 1915 г., тираж издания начал резко снижаться (упав в 1915—1916 гг. с 7,3 тысячи экземпляров до 4,2 тысячи экземпляров) на фоне столь же резкого увеличения тиражей основных местных либеральных газет, что было вызвано, главным образом, спекулятивным подорожанием цен на бумагу.

## Прекращение издания
«Казанский Телеграф» прекратил издаваться в марте 1917 г. под давлением революционных обстоятельств. Последний номер (7103) вышел 11 марта 1917 г. Редакционный архив газеты не сохранился.
Попытка Н. А. Ильяшенко сохранить издание в новых условиях, изменив его название и придав ему либеральную окраску, успеха не возымела. С 12 марта 1917 г. в Казани начала выходить ежедневная «политическая, общественная, литературная и коммерческая» газета «Голос Казани» на русском языке (редактор — Ю./Г./ Геркен, издательница — А. Г. Ильяшенко). Реально издание газеты направлял Н. А. Ильяшенко. Однако уже в апреле 1917 г. пятнадцать типографских наборщиков, припомнив в открытом обращении к Н. А. Ильяшенко его «погромную, черносотенную деятельность», отказались работать на «одного из врагов народа», после чего издание «Голоса Казани» прекратилось (всего известны 22 номера газеты).

## Возобновление издания
В 1990 г. издание газеты (с названием в старом орфографическом исполнении — «Казанскій Телеграфъ» и продолжением прежней нумерации) было возобновлено в Казани журналистом А. В. Морозовым.
Попытка возобновления издания газеты под названием «Новый Казанскій Телеграфъ» предпринял в 2006 г. журналист А. Л. Дёмин. Газета представляла собой оппозиционное издание с претензиями на продолжение публицистических традиций дореволюционного предшественника. Ощутимого политического веса в Казани не имела.